# Louis Jacob de Saint Charles
Pour les articles homonymes, voir Jacob (homonymie).
Louis Jacob de Saint-Charles, latinisé en Ludivicus Iacob est un religieux français né le 20 août 1608 et mort en 1670. Prêtre de l'ordre du Carmel, ce grand bibliophile est une autorité en matière de livres rares.

## Biographie
Louis Jacob est originaire de Chalon-sur-Saône, fils de Jean-Jacob de Sienne (en Toscane) et de Claude Maréchal, native d'Auxonne. On lui a donné le nom de Charles, transformé plus tard en Louis de Saint-Charles, quand il prit l'habit de l'ordre des Carmes, le 8 juin 1625. 
Il voyagea en Italie en 1639 et fit quelque séjour à Rome. Il perdit quelques manuscrits dans les catacombes de cette ville puis revint s'installer à Lyon, vers 1642 où il publia son premier ouvrage, la Bibliotheca Pontificia, à l'instigation de son ami Gabriel Naudé. 
À Paris, il devint le libraire de Jean-François Paul de Gondi, alias le Cardinal de Retz. Nommé  conseiller et aumônier du Roi  il passa au service d'Achille III de Harlay, alors procureur-général du parlement de Paris, et devint son chapelain. Le président de Harlay lui donna un logement dans son hôtel. Ami de Gabriel Naudé, il l'aida les jours d'ouverture de la Bibliothèque de Mazarin. 
Il mourut chez M. de Harlay, de la mort des bibliophiles, en tombant d'une échelle à la recherche d'un livre de sa bibliothèque. il est le fondateur de la bibliographie nationale en France. Compatriote du poète-mathématicien Clément Cyriaque de Mangin, il affirma avoir reçu en confidence de Claude Hardy l'un des pseudonymes de son compagnon Chalonais. Il est un des premiers à émettre des doutes sur les affirmations de La Croix du Maine. Jean-Pierre Niceron lui reproche d'avoir reproduit des erreurs en citant des auteurs ou des livres par manque de goût critique et une connaissance superficielle des livres dont il se servait pour écrire les siens.

## Publications
- En 1643, il publie à Lyon dans la Bibliotheca pontificia cui adiungitur catalogus haereticorum accedit,  un Fragmentum libelli S. Marcelli Romani Martyris et un  De disputatione B. Petri & Simonis Magi  (en deux volumes). À propos de Saint Pierre et de Simon le Magicien et du martyre de Saint-Marcel (éditeur Gabriel Boissat, & Laurent Anisson).
- En 1644, il publie le Traicté des plus belles bibliothèques publiques et particulières qui ont été et qui sont à présent dans le monde, avec une nouvelle édition en 1645.
- En 1645, Bibliographia Parisina, hoc est catalogus omnium librorum Parisiis annis 1643. & 1644. inclusive excusorum. à Paris, chez Rolet Le Duc.
- 1645 Traicté des plus belles bibliothèques publiques et particulières qui ont été et qui sont à présent dans le monde, Paris, 1645
- Au total son œuvre compte neuf volumes, en  1646, 1647, 1649, 1650, 1651, 1652...
- En 1652,  il publie De claris scriptoribus cabilonensibus. lib. III, à propos des écrivains chalonais.
- En 1654, il publie le catalogue des années 1652. & 1653 à l'officina Cramosiana

Quelques-unes de ses œuvres sont disponibles sur Google livres.

### Sources et bibliographie
- « Louis Jacob », dans Jean-Pierre Niceron, Mémoires pour servir à l'histoire des hommes illustres, chez Briasson, Paris, 1739, tome 40, p. 87-102 (lire en ligne)
- Paul-Louis Jacob, Alliance des arts, Bulletin de l'Alliance des arts.
- Jean-Joseph Expilly, Dictionnaire géographique, historique et politique des Gaules (lire en ligne).
- Recherche sur le site de la Bibliothèque de Lyon.
- Le Fondateur de la bibliographie nationale en France, le R.P. Louis Jacob de Saint-Charles (1606-1670), dans Mélanges d'histoire du livre offert à Frantz Calot, 1960.